# Jotão

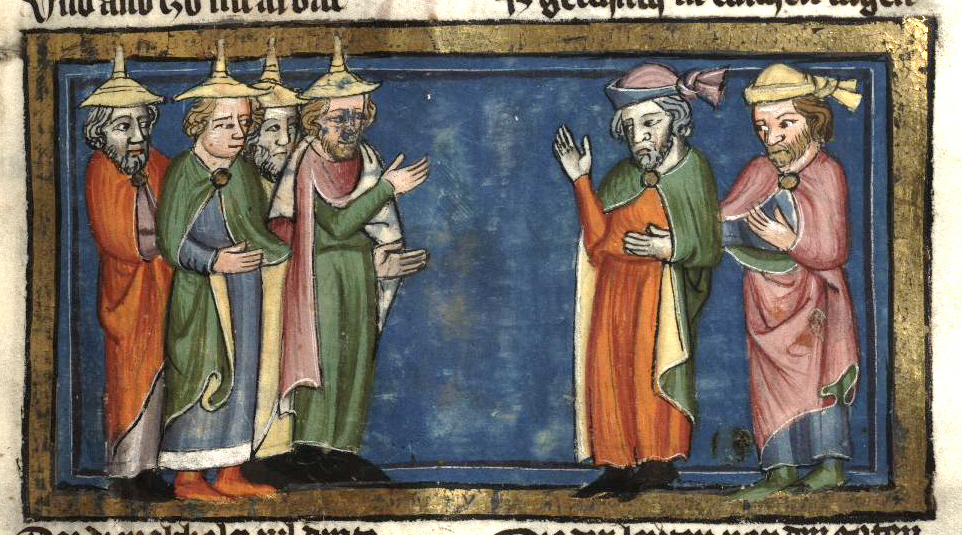
O apólogo de Jotão aos senhores de Siquém, miniatura do Século XIV.

Jotão (em hebraico: יוֹתָם; lit. "Yahweh é completo") foi o 70° e último filho de Gideão (ou Jerubaal), que era juiz de Israel. Após a morte de Gideão, Abimeleque, irmão de Jotão, começou a assassinar seus irmãos em Ofra sobre uma pedra, mas o irmão mais novo se escondeu e fugiu. Após a fuga, Jotão citou uma parábola no monte Gerizim aos cidadãos de Siquém.

## Parábola
Foram uma vez as árvores a ungir para si um rei e disseram à oliveira: Reina tu sobre nós. Porém a oliveira lhes disse: Deixaria eu a minha gordura, que Deus e os homens em mim prezam, e iria a labutar sobre as árvores? Então, disseram as árvores à figueira: Vem tu e reina sobre nós. Porém a figueira lhes disse: Deixaria eu a minha doçura, o meu bom fruto e iria labutar sobre as árvores? Então, disseram as árvores à videira: Vem tu e reina sobre nós. Porém a videira lhes disse: Deixaria eu o meu mosto, que alegra a Deus e aos homens, e iria labutar sobre as árvores? Então, todas as árvores disseram ao espinheiro: Vem tu e reina sobre nós. E disse o espinheiro às árvores: Se, na verdade, me ungis rei sobre vós, vinde e confiai-vos debaixo da minha sombra; mas, se não, saia fogo do espinheiro que consuma os cedros do Líbano."
Jotão explicou que o espinheiro representava à Abimeleque, pela qual se proclamaria rei em Israel e profetizou a morte de seu irmão em Siquém e de seus servos.Após contar sua parábola, fugiu para outra cidade, pois tinha medo de seu irmão, Abimeleque.